# المعهد الأوروبي للعلاقات الدولية
المعهد الأوروبي للعلاقات الدولية (EIIR) هو معهد سياسات دولية، قام بتأسيسه القانوني الدولي وخبير العلاقات الدولية ذو الأصول المصرية محمود رفعت حيث انطلق تحت مسمى المعهد الأوروبي للقانون الدولي والعلاقات الدولية ومقره باريس، فرنسا و بروكسل، بلجيكا وستوكهولم، السويد سنة 2009. يُمثل المعهد مركزًا مُخصصًا للدراسات والأبحاث في القانون الدولي والعلاقات الدولية والمواضيع الاستراتيجية والحياة الاجتماعية. يُعدّ المعهد مختبرًا للدراسات الاستراتيجية يجمع بين الدراسات القانونية والاستراتيجية في نقاش واحد. يُوفر المعهد منتدىً في أوروبا، يستضيف سنويًا فعاليات ونقاشات ومفاوضات.

## نظرة عامة
المعهد الأوروبي للعلاقات الدولية هو مركز أبحاث دولي مستقل غير ربحي، يُعنى بإدارة المخاطر وبناء القدرة على الصمود لتعزيز السلام والأمن والتنمية المستدامة.
تأسس المعهد عام ٢٠٠٩ على يد محمود رفعت في باريس. ومنذ عام ٢٠١٣، أصبح لديه مكاتب إضافية في بروكسل، بلجيكا، وجنيف، سويسرا، ويعمل كمركز أبحاث ومعهد لرسم السياسات الدولية وذلك بناءا على طلب الحكومات.
يُدار المعهد من قِبل أعضاء مجالس إدارة تضم سياسيين سابقين وسفراء وأساتذة في العلوم السياسية والقانون الدولي والعلاقات الدولية والاقتصاد، وغيرها. تتمحور اهتمامات المعهد بشكل رئيسي حول القانون الدولي، والعلاقات الدولية، والأمن الدولي، والصراع الدولي، والتوازن العسكري.

## نطاق العمل
المعهد الأوروبي للعلاقات الدولية (EIIR) مُكرّسٌ لإدارة المخاطر وبناء القدرة على التكيّف دعماً للمبادرات الرامية إلى تعزيز السلام والأمن والتنمية المستدامة، من خلال مزيج من أبحاث السياسات والتحليل الاستراتيجي والنشر وعقد الاجتماعات.

## حاصلو الزمالة المتميزون
يمثل زملاء المعهد الأوروبي للعلاقات الدولية المتميزون مزيجًا متنوعًا من الخبراء الدوليين والدبلوماسيين رفيعي المستوى. ومن بينهم:
- جيسون ألتماير، الولايات المتحدة
- جيمس باكوس، الولايات المتحدة
- كلاوس بوخنر، ألمانيا
- لينيا إنغستروم، السويد
- أنجليكا ملينار، النمسا، سلوفينيا
- جيري توماس باين، جمهورية التشيك
- بول روبيج، النمسا
- تشابا سوغور، رومانيا

## مجالات الممارسة
- العلاقات الدولية
- القانون الدولي
- الأمن والسلم الدوليين
- النزاعات الدولية
- الجيوش والشؤون العسكرية